# Grobla komunikacyjna

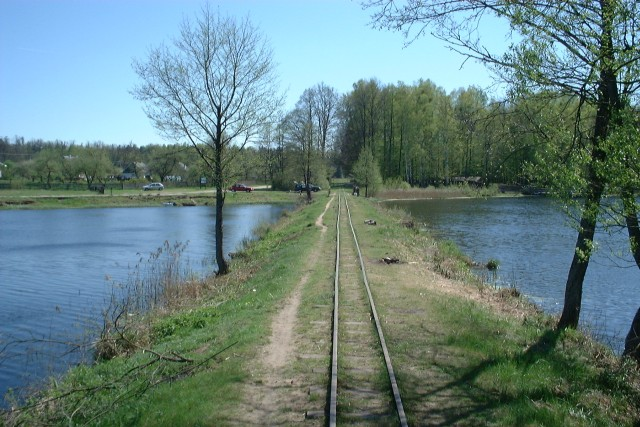
Grobla na jeziorze Topiło

Grobla komunikacyjna – wał ziemny przecinający akwen, wykorzystany jako podłoże do przeprowadzenia ciągu komunikacyjnego, np. traktu pieszego, drogi kołowej bądź toru kolejowego.